# El Tigre (Venezuela)

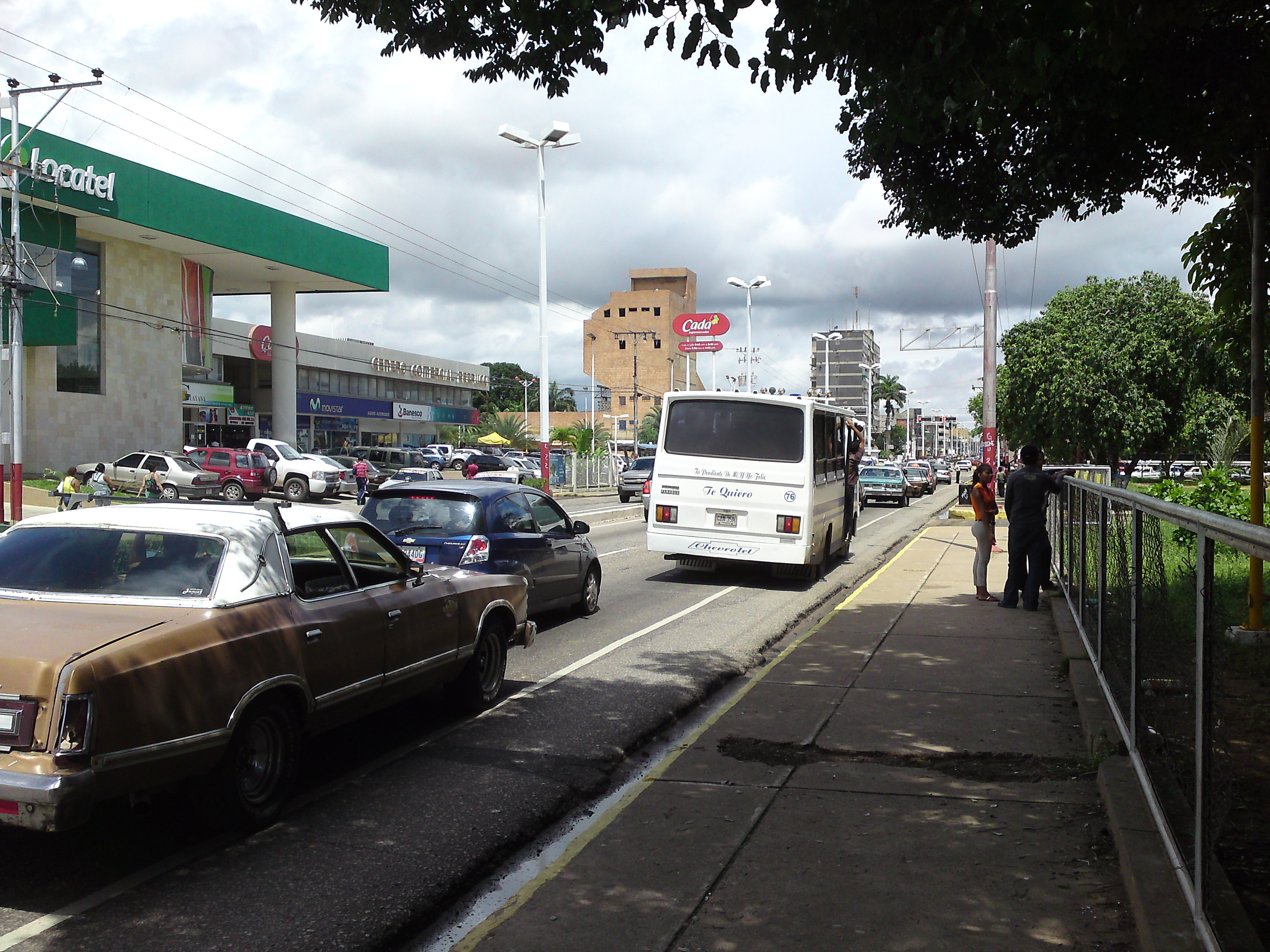
Avenida Francisco de Miranda

El Tigre ist eine Stadt im venezolanischen Bundesstaat Anzoátegui. Sie ist Verwaltungssitz für das Municipio Simón Rodríguez. Die Einwohnerzahl beläuft sich auf etwa 275.000 Menschen.

## Geschichte
Als die Spanier kamen, war das Gebiet von Kariben (Kari'ña) besiedelt. Im Jahre 1776 baten mehrere Karib-Familien die Franziskaner, dort eine Missionsstation zu gründen. So entstand die Mission San Máximo. Im Jahre 1783 kam Luis de Chávez y Mendoza, Richter an der Real Audiencia von Santo Domingo, zu der die Capitanía General de Venezuela bis 1786 gehörte, anlässlich einer Visitation in diese Gegend. Er schlug vor, eine Ansiedlung in diesem Gebiet zu gründen. Dies geschah. 1797 gründeten die Franziskaner das von Kari'ña bewohnte Dorf Santa Gertrudis de Tigre. Der erste Pfarrer war der Franziskaner Francisco Pérez del Río. 
Während der Unabhängigkeitskriege fanden viele Unabhängigkeitskämpfer Schutz in dieser Region.
Die Monagas-Familie besaß mehrere Haciendas in der Umgebung. Im Jahr 1840 gründete der spanische Landbesitzer Teodoro Falcón Campos die Hacienda El Tigre.
El Tigre fing an, sich zu entwickeln, als die ersten Erdölfelder in der Region die Zuwanderung förderten. Die offizielle Gründung von El Tigre erfolgte am 3. Februar 1923.

## Persönlichkeiten
- Tarek William Saab (* 1962), Politiker, Rechtsanwalt
- José Antonio Maita (* 1998), Mittelstreckenläufer
- David Martínez (* 2006), Fußballspieler